# Michaelerberg, Steiermark
Michaelerberg är en ort i kommunen Michaelerberg-Pruggern i distriktet Liezen i förbundslandet Steiermark i Österrike. Michaelerberg var tidigare en självständig kommun, men slogs den 1 januari 2015 samman med kommunen Pruggern och bildade kommunen Michaelerberg-Pruggern.